# リタ・メイ
「リタ・メイ」（Rita May）は、ボブ・ディランとジャック・レヴィが作詞・作曲し、ディランが歌唱して、シングル「メンフィス・ブルース・アゲイン」（1977年）のB面としてリリースされた楽曲。ビルボード・チャートで110位を記録した。
アメリカのレズビアン作家リタ・メイ・ブラウンのことを歌っているのではないかと言われている。

## レコーディング
アルバム『欲望』（1976年）のレコーディング・セッションの中から生まれ、1976年7月14日から30日にかけて録音された。アルバムには収録されなかったが次アルバム『激しい雨』（1976年）からのシングル「メンフィス・ブルース・アゲイン」（1976年）のB面としてリリースされた。コンピレーション・アルバム『傑作』（1978年）に収録されたが廃盤になっている。

## 収録レコード
シングル
- Stuck Inside Of Mobile With The Memphis Blues Again <Live/Single Edit.> / Rita May（1976年）
日本盤「メンフィス・ブルース・アゲイン／リタ・メイ」（1977年11月、CBSソニー、06SP 126）

アルバム
- 『傑作』（1978年）

## パーソネル
- ボブ・ディラン (guitar, vocal, harmonica)
- エミルウ・ハリス (vocal)
- Rob Rothstein (bass)
- Howard Wyeth (drums)
- Scarlet Rivera (violin)
- Sheena Seidenberg (tambourine & congas)

- Don DeVito (Producer)